# Buakaw Banchamek

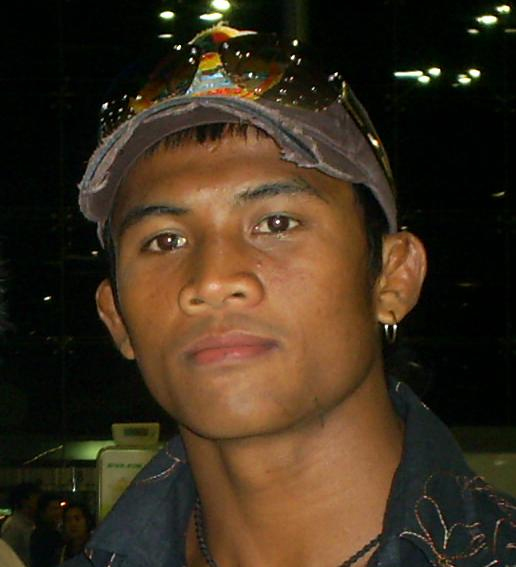
Buakaw Por.Pramuk (2007)

Sombat Banchamek (thailändisch สมบัติ บัญชาเมฆ, [sǒmbàt bant͡ɕʰaːmêːk], * 8. Mai 1982 in Ban Ko Kaeo, Amphoe Samrong Thap, Provinz Surin, Thailand) ist ein Muay-Thai-Kämpfer (Thaiboxer), der bis 2012 für den Boxstall Por.Pramuk Gym gekämpft hat und von der Trainerlegende Adjan Jout trainiert wurde. Von Pong Pansak Sortanikul wurde er ebenfalls trainiert.
Neben seinem angestammten Kampfsport hat er auch an K-1-Wettkämpfen teilgenommen. Bis 2012 war er unter dem Kampfnamen Buakaw Por.Pramuk (thailändisch บัวขาว ป.ประมุข, RTGS Buakhao Po Pramuk, Aussprache: [buakʰǎːw pɔː pràʔmúk]) bekannt, der sich von seiner Boxschule ableitete, seither tritt er als Buakaw Banchamek an, einer Kombination aus seinem Spitznamen und seinem bürgerlichen Familiennamen.

## Leben
Sombat Banchamek ist, wie andere Muay-Thai-Kämpfer, nicht unter seinem bürgerlichen, sondern unter seinem Kampfnamen bekannt. Dieser setzte sich bis 2012, wie in Thailand üblich, aus seinem Spitznamen Buakaw (was übersetzt „weißer Lotus“ bedeutet) und dem Namen seiner ehemaligen Muay-Thai-Schule „Por.Pramuk“ zusammen. Buakaw wuchs in einem kleinen Dorf in der nordostthailändischen Provinz Surin auf. Er ist 174 cm groß, wiegt etwa 69,5 kg. Er stammt aus einer ärmlichen Bauernfamilie, konnte sich aber trotzdem in die Weltelite des K-1 und Muay Thai vorkämpfen.
Er begann seine Karriere zuerst im Muay Thai und kämpft seit 2004 auch erfolgreich im Vollkontaktkampfsport K-1.
Direkt im ersten Jahr seiner K-1 Teilnahme qualifizierte er sich für das K-1 World Max Finalturnier und siegte im Finalkampf (K-1 World Max Champion 2004) gegen den japanischen Kickboxer Masato.
Im Jahr darauf qualifizierte er sich wieder für das K-1 World Max Finale, schaffte es erneut bis ins Finale, musste sich dort jedoch geschlagen geben (K-1 WORLD MAX 2005 2. Platz). Diese Entscheidung der Schiedsrichter war allerdings umstritten und spaltete das Lager der Fans und Experten.
Bei K-1 World Max 2006 konnte Buakaw sich erneut den Titel holen. Er besiegt Yoshihiro Sato im ersten Kampf per KO und Gago Drago einstimmig nach Punkten.
Im Finalkampf besiegte er Andy Souwer, gegen den er im letzten Jahr diesen Titel verloren hatte, auch mit KO.
Direkt in seinem ersten Kampf beim Finalturnier 2007 verlor er gegen Masato nach einstimmigem Punktrichterentscheid.
Sombat spielte 2011 in dem Film Samurai of Ayotaya (Titel im deutschen Verleih: Way of the Samurai) einen Krieger des Alten Thailändischen Reiches, der andere Krieger in der Kunst des Muay Boran unterrichtet.
Im März 2012 verließ Buakaw unerwartet das Por.Pramuk Gym und erschien zu einem Wettkampf in Frankreich, für den er gesetzt war, nicht. Kurz darauf eröffnete er in seinem Heimatdorf Ban Ko Kaeo (Amphoe Samrong Thap, Provinz Surin) sein eigenes Muay-Thai-Trainingslager, das er nach seinem Familiennamen Banchamek Gym nennt und in dem er Kindern und Jugendlichen aus der Region eine Kampfsportausbildung anbieten will. Im April 2012 trat er ohne Legitimation seines Boxstalls beim Wettkampf Thai Fight, unter seinem neuen Kampfnamen Buakaw Banchamek an. Por.Pramuk weigerte sich aber, Buakaw aus dem Vertrag zu entlassen. Am 6. Mai 2012 ließ er sich zum buddhistischen Mönch ordinieren. Verhandlungen über verbesserte Vertragsbedingungen mit Por.Pramuk (mit einem höheren Anteil der Einnahmen für Buakaw) scheiterten, sodass er am 31. Mai 2012 seinen Rückzug aus dem Boxgeschäft ankündigte. Nach Ablauf einer sechsmonatigen Sperre wegen Vertragsverletzung revidierte er jedoch seine Entscheidung und tritt wieder, jetzt für sein eigenes Camp und unter dem Namen Buakaw Banchamek, zu Wettkämpfen an. Neben der Boxschule in seinem Heimatdorf hat er inzwischen eine zweite in Bangkok eröffnet.
Im Oktober 2014 wurde ihm die Ehrendoktorwürde im Fachbereich Regionale Entwicklung der Rajabhat-Universität Surin verliehen.

## K-1 World Max 2004
Am 7. April 2004 besiegte er in den Final Eliminations (Ausscheidungskämpfe für das Finalturnier) Jordan Tai (Neuseeland) nach 3 Runden mit 3-0 Kampfrichterstimmen.
- Im ersten Kampf besiegte er: John Wayne Parr (Australien).
- Im zweiten Kampf besiegte er: Takayuki Kohiruimaki (Japan).
- Im dritten und finalen Kampf besiegte er: Masato (Japan).

## K-1 World Max 2005
Am 4. Mai 2005 besiegte er in den Final Eliminations Vasily Shish (Belarus) nach 3 Runden mit 3-0 Kampfrichterstimmen.
- Im ersten Kampf besiegte er: Jadamba Narantungalag (Mongolei).
- Im zweiten Kampf besiegte er: Albert Kraus (Niederlande).
- Im dritten und finalen Kampf verlor er gegen: Andy Souwer (Niederlande).

## K-1 World Max 2006
Am 5. April 2006 besiegte er in den Final Eliminations Virgil Kalakoda (Südafrika) nach 4 Runden (3 Runden + Extrarunde) mit 2-1 Kampfrichterstimmen.
- Im ersten Kampf besiegte er: Yoshihiro Satō (Japan).
- Im zweiten Kampf besiegte er: Gago Drago (Armenien).
- Im dritten und finalen Kampf besiegte er: Andy Souwer (Niederlande).

## K-1 World Max 2007
Am 28. Juni besiegte er in den Final Eliminations Nicky Holtzken (Niederlande) nach 3 Runden mit 3-0 Kampfrichterstimmen.
- Im ersten Kampf verlor er gegen: Masato (Japan).

## K-1 World Max 2014
Den ersten Kampf des Turniers gewann Buakaw am 14. September 2013 gegen den Spanier David Calvo durch TKO in der ersten Runde. Im Viertelfinale besiegte er dann Zhou Zhipeng und zog damit in das Halbfinale. Dort gewann er wieder gegen den Südkoreaner Lee Sung-Hyun. Zuletzt stand er am 11. Oktober 2014 gegen den Deutschen Enrico Kehl im Finale, das zunächst Unentschieden endete. Die Richter beschlossen eine weitere Runde, um den Gewinner zu ermitteln. Buakaw verließ die Halle und ließ Enrico Kehl alleine stehen; somit verlor er den Kampf.

## Kampfrekorde
- K-1 20 Kämpfe; 17 Gewonnen; 3 Verloren
- Muay Thai 157 Kämpfe; 140 Gewonnen; 7 Verloren; 10 Unentschieden

Es wurden nur die Profikämpfe berücksichtigt, er hat über 530 Amateurkämpfe bestritten.

## Titel
- Thai Fight (King of Muay Thai) 70 kg Champion 2012
- Thai Fight 70 kg Champion 2011
- S-Cup Champion 2010
- Lumpinee Stadium Lightweight 2. Platz
- Omnoy Boxing Stadium Lightweight Champion
- TOYOTA Muay Thai Marathon Tournament 140 pounds Champion
- Former Professional Muay Thai Authority of Thailand Featherweight Champion
- Former Omnoy Boxing Stadium Featherweight Champion
- W.M.C. World Muay Thai Champion
- M.T.A World Muay Thai Champion
- S1 World Muay Thai Champion
- K-1 WORLD MAX 2004 Champion
- K-1 WORLD MAX 2005 2. Platz
- K-1 World MAX 2006 Champion
- Best Wai Khru – Ram Muay of the year
- Schnellster Sieg in einem K-1 Max Kampf (17 Sekunden)